# Henryka Łazowertówna
Henryka Łazowertówna (prononcé : ['xɛnˈrɨka waˌzɔvɛrˈtuvna] ; Henryka Wanda Łazowertówna), aussi appelé Henryka Lazowert, ou à tort Lazawert (19 juin 1909, Varsovie - août 1942, camp d'extermination de Treblinka) est une poétesse lyrique polonaise. Bien qu'en général de nature profondément personnelle et d'une grande intensité émotionnelle, sa poésie n'est pas dénuée de préoccupations sociales et de connotations patriotiques. Elle est considérée comme l'une des éminentes auteures polonaise d'origine juive. 

## Biographie
Henryka Łazowertówna est la fille de Maksymilian Łazowert et de son épouse Bluma. Sa mère est institutrice. Łazowertówna étudie la philologie polonaise et romane à l'Université de Varsovie, puis la littérature française à l'Université de Grenoble grâce à une bourse financée par le gouvernement polonais de l'entre-deux-guerres,. 
Elle est une membre très active de la section de Varsovie de l'Union des écrivains polonais (en), participant aux événements organisés par l'institution, comme la conférence commémorant le 10e anniversaire de la mort de l'écrivain Stefan Żeromski en décembre 1935, un événement au cours duquel elle lu ses œuvres aux côtés de poètes célèbres comme Czesław Miłosz, Juljan Tuwim et Kazimierz Wierzyński. Parmi les magazines littéraires de l'époque, Łazowertówna collabore principalement avec les revues littéraires Droga et Pion. Elle est considérée comme étant poétiquement proche du cercle Skamander, publiant dans sa courte vie de 33 ans deux recueils de poésie, Zamknięty pokój ("Une pièce fermée"), dans laquelle la salle fermée du poème titre est une métaphore de la personne du poète elle-même et Imiona świata ("Les noms sous lesquels le monde est connu"). Zamknięty pokój ("Une pièce fermée") est — selon les mots de l'écrivain et d'un critique littéraire sévère Karol Wiktor Zawodziński (1890  – 1949) — une manifestation d'un talent poétique particulièrement subtil et d'une intelligence extraordinaire, tous deux luttant pour se libérer du cercle magique du subjectivisme et sur le ferment brutal et dur du monde (zamęt życia). 
Politiquement parlant, Henryka Łazowertówna est connue pour ses sympathies de gauche, un point sur lequel elle diffère — de l'avis de Józef Łobodowski — d'une autre poétesse célèbre de sa génération, Zuzanna Ginczanka. Cependant, son gauchisme est liée à sa sensibilité à l'injustice sociale et de son rejet moral de toutes les formes d'oppression plutôt que le résultat d'une idéologie politique.Contrairement à Lucjan Szenwald (en), son contemporain, elle est restée une poétesse lyrique jusqu'au bout. 
Contrairement à Ginczanka, Łazowertówna n'est pas une femme d'une beauté physique extraordinaire, mais elle possède un charme et une grâce qui, associés à sa simplicité et à son attitude directe, en font aux yeux de ceux qui la connaissent personnellement l'incarnation de la féminité. Une certaine simplicité et une franchise de style caractérisent également sa poésie. Łazowertówna n'a jamais essayé de se projeter autrement qu'elle n'était. Elle vit à Varsovie avec sa mère, ulica Sienna. Elle adore les livres, qu'elle achète au prix de son maigre budget plutôt que d'utiliser les bibliothèques parce que, comme elle l'explique , « quand j'aborde un livre, je ne m'en sépare pas avant d'avoir fini de lire au repas, au lit... Le livre est avec moi à tout moment, je ne m'éloigne pas d'un seul pas de lui, et une telle compagnie n'est possible que là où un livre ne repousse pas par son apparence physique [sc. comme le font de nombreux livres de bibliothèque]. Je préfère lire un livre intact des mains des autres, couper les pages, me réjouir du parfum particulier de l'encre de l'imprimante. »

### Identité
La biographe Eugenia Prokop-Janiec de l'université Jagellonne affirme que c'est l'antisémitisme actif de la société polonaise (Gazeta Warszawska) dans les années 1930 qui force finalement les écrivains et poètes comme Henryka Łazowertówna qui n'ont jamais épousé un aspect particulier de l'identité spécifiquement juive en travaillant en polonais pour s'aligner sur la communauté juive pour la première fois pendant l'Interbellum ou la Seconde Guerre mondiale. En effet, l'hostilité qui règne entre les communautés juive et non juive en Pologne reçoit un traitement éloquent dans sa nouvelle Wrogowie ("Les ennemis"), publiée en 1938 — seize mois avant le déclenchement de la Seconde Guerre mondiale — où elle raconte l'histoire de deux enfants colporteurs de bretzels, l'un juif l'autre païen, qui, avec une grande animosité l'un envers l'autre, rivalisent agressivement jusqu'à ce qu'un malheur commun leur conseille de s'unir dans la cause du bien commun. 
D'autres écrivains juifs établis jouissent du plus grand prestige dans le pays, tels que Bolesław Leśmian, Julian Tuwim, Antoni Słonimski ainsi que d'autres membres juifs et des récipiendaires célèbres du laurier d'or de l'Académie polonaise de littérature (PAL), rendant ainsi de la biographie de Łazowertówna quelque peu inhabituelle. 

### Dans le ghetto de Varsovie

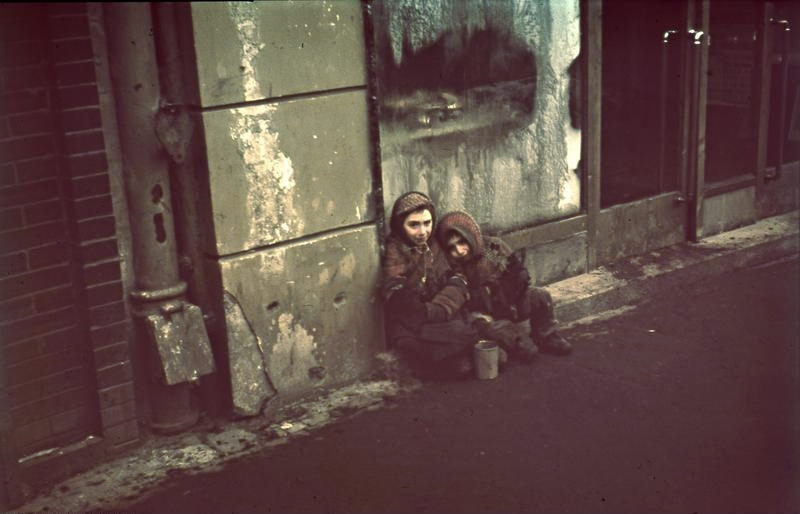
Les enfants réduits à la mendicité dans le ghetto de Varsovie.

Lors de l'invasion de la Pologne par l'Allemagne nazie en septembre 1939, une partie de l'appartement de Łazowertówna dans l'ulica Sienna, qu'elle partage avec sa mère, est détruite lors du bombardement stratégique mené par la Luftwaffe, mais il est possible de rendre les quartiers restants habitable à nouveau. 
Un an après le déclenchement de la Seconde Guerre mondiale, Henryka Łazowertówna se retrouve internée dans le ghetto de Varsovie, comme d'autres résidents d'origine juive de la ville, mais sans réinstallation forcée  —  l'ulica Sienna est intégrée aux frontière du soi-disant « petit ghetto ». Comme l'observe Władysław Smólski (1909–1986), qui lui rend souvent visite pendant la première année de la guerre, le drame qui se déroule autour d'elle donne à Łazowertówna l'occasion de se montrer à la hauteur de l'occasion en affichant des réserves inespérées de détermination et de force. Elle commence immédiatement la collaboration avec l'organisation caritative juive CENTOS dont la mission est de prendre soin des orphelins ou sans-abri. Ici, elle est recrutée par Emanuel Ringelblum comme travailleuse dans son organisation d'aide sociale, la Żydowska Samopomoc Społeczna ou Aleynhilf. Ses fonctions sont celles de rédactrice pour les différentes publications utilitaires ad hoc de cette institution caritative (brochures d'information, appels aux dons, etc. ). 
Elle est ensuite recrutée par Ringelblum comme personnel des Archives Oyneg Chabbat — également connu sous le nom des Archives Emanuel Ringelblum dans le Programme Mémoire du monde de l'UNESCO — où elle se distingue dans son travail de documenter les vicissitudes tragiques de sort des réfugiés de diverses régions de Pologne, après avoir été félicité par Ringelblum pour sa remarquable capacité à donner vie et à insuffler avec une actualité vivante les faits statistiques enregistrés pour la postérité par l'organisation sur les êtres humains individuels[réf. souhaitée].

### Activité littéraire dans le ghetto
Dans le ghetto, elle continue aussi à écrire de la poésie. Outre le témoignage sur les réalités de la vie dans le ghetto commémoré dans le célèbre poème « Mały szmugler » (Le petit contrebandier), survit également (conservée au Musée de la littérature Adam Mickiewicz de Varsovie) la lettre de Łazowertówna adressée au poète Roman Kołoniecki et datée du 6 septembre 1941, un compte-rendu lyrique des rues du ghetto et des passants à se rencontrant. 
Pour le public, elle est surtout connue comme l'auteur du célèbre poème Mały szmugler (Le petit contrebandier (en)), écrit dans le ghetto de Varsovie vers 1941 et publié pour la première fois à titre posthume en 1947. Le poème traite du sujet d'un enfant luttant seul pour maintenir sa famille en vie dans le ghetto en faisant passer des provisions du côté « aryen » au risque de sa propre vie. Le poème commence par la strophe suivante :
| Przez mury, przez dziury, przez warty Przez druty, przez gruzy, przez płot Zgłodniały, zuchwały, uparty Przemykam, przebiegam jak kot. | Décombres passés, clôture barbelées Anciens soldats gardant le mur, Affamé mais toujours provocant, Je les vole doucement. |

Le texte original du poème, ainsi que des traductions en anglais et en hébreu, sont aujourd'hui inscrits sur le Monument des Enfants – Victimes de l'Holocauste à Varsovie, servant d'épitaphe au million d'enfants assassinés pendant la Shoah[réf. souhaitée]. 

### Déportation
Łazowertówna n'a apparemment aucune illusion sur le fait qu'elle a besoin d'une aide extérieure pour survivre : déjà en février ou mars 1940 (plusieurs mois avant la création du ghetto), elle fait appel aux services de Ludwik Brandstaetter, le père de l'écrivain Roman Brandstaetter (en), en abordant un ami commun avec une demande d'aide à la réinstallation à Cracovie, une ville qui, selon elle, lui offrirait l'anonymat et donc une plus grande sécurité. Un dernier commentaire (amer) sur le destin ultime de Łazowertówna est offert par Emanuel Ringelblum lui-même : 
Łazowertówna était victime d'une maladie pulmonaire ; mais sans une somme d'argent substantielle en espèces, sans quelque dix mille zlotys environ, on ne pouvait pas rêver de [traverser] le côté aryen... elle avait beaucoup d'amis polonais, elle était membre de l'Union des écrivains polonais  —  malgré tout cela, il n'y avait finalement personne pour la sauver...

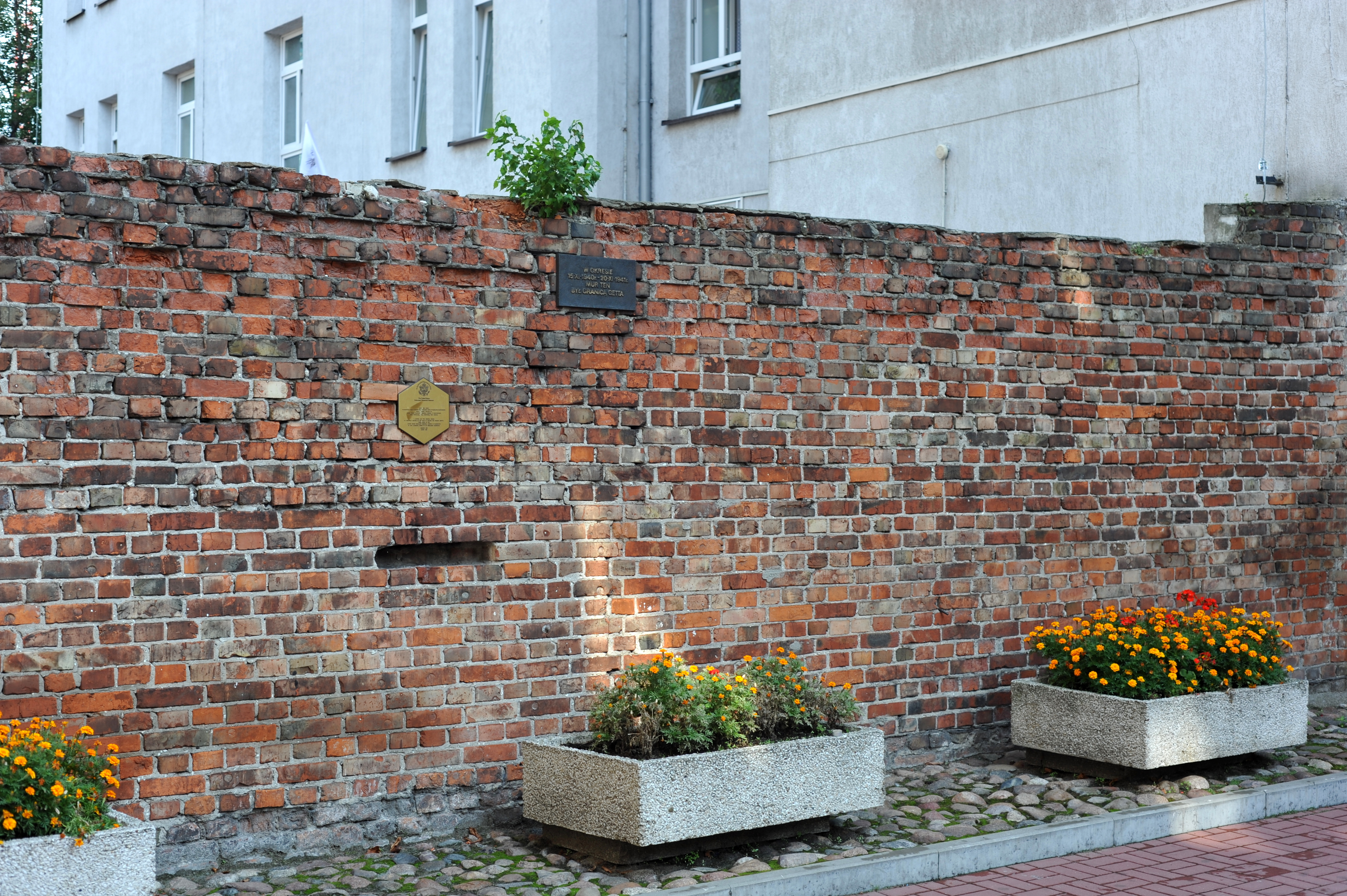
Une partie du mur du ghetto de Varsovie dans l'Ulica Sienna où vivait Łazowertówna.

Cependant, Władysław Smólski rapporte que lorsqu'il est devenu clair au cours de 1941 que le ghetto serait finalement fermé au monde extérieur, de nombreux amis de Łazowertówna lui conseillent de quitter l'enceinte (avec sa mère) tant que cela est encore possible, offrant de trouver une maison sûre pour elles deux. Elle refuse apparemment de le faire, arguant qu'elle doit aider les êtres les plus malheureux, les enfants, orphelins ou sans abri. 
Pendant la soi-disant Großaktion Warschau, les déportations massives de la population du ghetto de Varsovie vers le camp d'extermination de Treblinka menées par les nazis entre juillet et septembre 1942, Henryka Łazowertówna de son plein gré accompagne sa mère à la Umschlagplatz. L'organisation qui l'a emploie, l'Aleynhilf, tente de la sauver de la déportation, mais lorsqu'elle apprend qu'elle doit laisser sa mère derrière elle, Łazowertówna refuse l'aide qui lui est offerte,.

## Ouvrages

### Collections de poésie
- Zamknięty pokój, 1930
- Imiona świata, 1934

### Poèmes individuels
- "O zachodzie słońca" ("Au coucher du soleil"), 1931
- "Noc na ulicy Śliskiej" ("Une nuit dans la rue Śliska"), 1935
- "Mały szmugler" ("Le petit contrebandier"), 1941

### Prose
- (pl) « Anna de Noailles », Droga: miesięcznik poświęetary sprawie życia polskiego, vol. 13, no 4,‎ 1934, p. 399-401
- (pl) « Wrogowie: opowiadanie », Nowy Głos, vol. 2,‎ 30 avril 1938, p. 6

## Voir également
- Le petit contrebandier (en)
- Emanuel Ringelblum
- Oyneg Shabbos
- Zuzanna Ginczanka